# ماكس هابشت
كريستيان ماكسيميليان هابشت (بالألمانية: Max Habicht)‏ ويعرف بماكس هابشت (1189 - 1255 ه‍ / 1775 - 1839 م) هو مستشرق ألماني.
كان أول من نشر النص العربي لكتاب ألف ليلة وليلة.

## اسمه
لاسمه عدة كتبابات بالعربية منها: ماكس هابشت; ماكسيميليان هابشت; ماكسميليان هابخت; ماكس هابخت; ماكسيميليانوس هابخت.
وبالألمانية: Christianus M. Habicht, Maximilian Habicht, Max Habicht, Maximilianus Habicht, Christianus Maximilianus Habicht